# Cordoveiru
Cordoveiru és una parròquia del conceyu asturià de Pravia. Té una població de 95 habitants (INE, 2011) i ocupa una extensió de 5,12 km².

## Entitats de població
- Cordoveiru
- La Castañal
- Las Piñera
- Villamondriz

### Altres llocs
La Castañal
- Llugar de Baxu
  - Bermudu
  - Callescura
  - L'Auteiru
  - La Caleona
- Llugar de Riba
  - El Llanucu
  - El Prau Mediu
  - El Quintanón
  - En Ca Francu
  - En Ca'l Pigüeñu
  - La Cuvona
  - Los Llanos

Cordoveiru
- El Molín del Homón
- El Piconal
- L'Obispu
- La Tienda
- La Villa Abaxu
  - Casa Camilu
- La Villa Arriba

Las Piñeras
- El Bustiellu
- El Fameiru
- El Rebollu
- La Calle la Sartén
- La Calzada
- Valdevillar

Villamondriz
- El Celleiru
- El Saleiru
- En Ca Benitón
- En Ca Caitanu
- En Ca Colás
- L'Aspra
- L'Oteiru
- La Cabaña
- La Casuca
- La Xira
- Las Figales